# 移動天文車
移動天文車（いどうてんもんしゃ）とは、天体望遠鏡などの天体観測用機材を搭載した車両である。アストロカーと呼ばれる場合もあるが、「ASTROCAR」「アストロカー」は移動天文車を製造している五藤光学研究所の登録商標である。

## 概要
車両に天体望遠鏡が搭載されており、天文台などから離れた観測設備のない場所へ移動して、天体観測や観望会を行うことが可能である。搭載している望遠鏡は、個人で持ち運べる小望遠鏡より大型で性能が優れることから、より本格的な観望会が実施可能である。天文台や科学館の設備の一部として運用される場合が多いが、天体観測施設を保有しない施設や自治体が移動天文車のみを運用する場合もある。

### 車両
既存の車両をベースとして、望遠鏡など観望会に必要な機材を搭載して作られる。主望遠鏡のほかに複数の小望遠鏡や、プロジェクターとスクリーンなど観望会を実施するための機材が搭載される。ベース車両には、トラックや大型のワゴン車などが使用される。トラックをベースとした車両は、荷台に望遠鏡が据え付けられ、屋根には小型のドームを設置する場合もある。日本宝くじ協会からの助成金を受けた宝くじ号として導入される場合が多い。

### 運用
公共施設などに出向いて観望会を実施するほか、地域の団体の要望などに応じた派遣を実施している。派遣範囲は概ね運用する自治体の域内に限られ、主催団体についても条件を設定している自治体が多い。大型の車両の場合は、実施にあたり会場の面積、進入路の確保などの条件をクリアする必要がある。

## 国内の移動天文車を保有する施設・自治体
太字は運用中の車両。移動天文車以外の観測設備を持たない施設・団体については、（移動天文車のみを運用）と表記した。
- 釧路市こども遊学館
  - 愛称は「カシオペヤ号」。五藤光学研究所製のトラックベースの車両で、20cm屈折望遠鏡を搭載[2]。
- 札幌市青少年科学館
  - 愛称は「オリオンⅡ世号」。2003年（平成15年）3月に約8000万円かけて導入されたトラックベースの車両で、中央光学製の25cm屈折望遠鏡を搭載。以前は、1983年（昭和58年）に導入された五藤光学研究所製のトラックベースの車両を使用していた。愛称は「オリオン号」で、20cm屈折望遠鏡を搭載していた。
- なよろ市立天文台きたすばる
  - 愛称は「ポラリス2号」。トラックベースの車両に40cm反射望遠鏡を搭載。以前は25cm反射望遠鏡を搭載したワゴン車ベースの「ポラリス1号」を運用していた。
- 仙台市天文台
  - 愛称は「ベガ号」。五藤光学研究所製のトラックベースの車両で、20cm屈折望遠鏡を搭載[3]。2025年（令和7年）に2代目車両に更新し電視観望望遠鏡や車外スクリーンを追加[4]。
- 水戸市総合教育研究所（移動天文車のみを運用）
  - 愛称は「ミレニアムスター」。ワゴン車ベースの車両で、30cm反射望遠鏡×1台と20cm反射望遠鏡×3台を搭載[5]。
- 小山市立博物館（移動天文車のみを運用）
  - 愛称は「ほっしー☆OYAMA号」。五藤光学研究所製のトラックベースの車両で35cm反射望遠鏡を搭載。車体後部がスライドルーフとなっている[6]。
- 佐野市こどもの国（移動天文車のみを運用）
  - 愛称は「アストロカーシリウス」。五藤光学研究所製のトラックベースの車両で、20cm屈折望遠鏡を搭載。
- 府中市郷土の森博物館
  - 愛称は「ペガサスII」[7]。2007年（平成19年）導入の五藤光学研究所製のワゴン車ベースの車両で、35cm反射望遠鏡を搭載。
  - 2006年まで使用されていた先代の「ペガサス」は、五藤光学研究所製のトラックベースの車両だった。
- かわさき宙と緑の科学館
  - 愛称は「アストロカー」。五藤光学研究所製のトラックベース車両[7]。
- 三条市移動天文車（退役済）
  - 日食観測100周年を記念して1986年（昭和61年）導入、2008年（平成20年）にしらさぎ荘天体観測施設が完成したため引退。
- 飛騨プラネタリウム（移動天文車のみを運用・退役済）
  - 愛称は「ドリームスター号」。五藤光学研究所製のトラックベースの車両で、20cm屈折望遠鏡を搭載。2023年閉館後はテレスコ工作工房が継承。
- 四日市市立博物館（移動天文車のみを運用）
  - 愛称は「きらら号」。五藤光学研究所製のトラックベースの車両で、20cm屈折望遠鏡を搭載[8]。
- 長崎県立佐世保青少年の天地（移動天文車のみを運用）
  - 愛称は「ビュースター」。五藤光学研究所製のトラックベースの車両で、20cm屈折望遠鏡を搭載[9]。